# Comuna Hîrcești, Ungheni
Comuna Hîrcești este o comună din raionul Ungheni, Republica Moldova. Este formată din satele Hîrcești (sat-reședință), Drujba, Leordoaia, Mînzătești și Veverița.

## Demografie
Conform datelor recensământului din 2014, comuna are o populație de 1.798 de locuitori. La recensământul din 2004 erau 2.103 locuitori.

## Administrație și politică
Componența Consiliului local Hîrcești (11 consilieri), ales la 5 noiembrie 2023, este următoarea:
|  | Partid                                       | Consilieri | Componență | Componență | Componență | Componență | Componență | Componență | Componență |
|  | -------------------------------------------- | ---------- | ---------- | ---------- | ---------- | ---------- | ---------- | ---------- | ---------- |
|  | Partidul Acțiune și Solidaritate             | 7          |            |            |            |            |            |            |            |
|  | Partidul Social Democrat European            | 2          |            |            |            |            |            |            |            |
|  | Partidul Socialiștilor din Republica Moldova | 2          |            |            |            |            |            |            |            |